# Palombaro
Palombaro é uma comuna italiana da região dos Abruzos, província de Chieti, com cerca de 1.138 habitantes. Estende-se por uma área de 17 km², tendo uma densidade populacional de 67 hab/km². Faz fronteira com Casoli, Civitella Messer Raimondo, Fara San Martino, Guardiagrele, Pennapiedimonte.

## Demografia
| Variação demográfica do município entre 1861 e 2011                               |
|                                                                                   |
| Fonte: Istituto Nazionale di Statistica (ISTAT) - Elaboração gráfica da Wikipedia |